# Nathan Eglington
Nathan John Eglington (* 2. Dezember 1980 in Murwillumbah) ist ein ehemaliger australischer Hockeyspieler, der mit der australischen Hockeynationalmannschaft 2004 Olympiasieger war. 2006 war er Weltmeisterschaftszweiter, bei den Commonwealth Games gehörte er 2006 zur siegreichen Mannschaft.

## Sportliche Karriere
Nathan Eglington von den Queensland Blades in Brisbane debütierte 2002 in der Nationalmannschaft. Bei den Olympischen Spielen 2004 in Athen belegten die Australier in der Vorrunde den zweiten Platz hinter den Niederländern. Im Halbfinale besiegten die Australier die spanische Mannschaft mit 6:3. Das Finale gegen die Niederländer entschied Jamie Dwyer mit einem Sudden-Death-Tor in der Nachspielzeit. Eglington war in allen sieben Spielen dabei und erzielte in der Vorrunde einen Treffer gegen Südafrika.
Im März 2006 fanden in Melbourne die Commonwealth Games statt. Die Australier besiegten im Finale die Mannschaft Pakistans mit 3:0. Im September wurde die Weltmeisterschaft in Mönchengladbach ausgetragen. Die Australier gewannen ihre Vorrundengruppe vor den Spaniern und besiegten im Halbfinale die Südkoreaner mit 4:2. Im Finale unterlagen die Australier der deutschen Mannschaft mit 3:4. 2007 beendete Eglington nach einer Verletzung seine Spielerlaufbahn.
Von 2014 bis 2016 war Nathan Eglington Assistenztrainer der australischen Nationalmannschaft. Er ist verheiratet mit der früheren Hockeynationalspielerin Lisa Eglington.